# 날씨와 생활 (MBC)
날씨와 생활은 1999년부터 2000년 사이까지 방송한 MBC의 날씨 정보 프로그램이다.

## 역사
1999년에 평일 밤 시간대에 MBC 뉴스데스크가 끝난 뒤에 방송을 시작하였다.
이후, 2001년부로 MBC 뉴스데스크의 코너로 통합해 《뉴스데스크 날씨와 생활》로 편성되었다.

## 진행자
- 조문기 기상캐스터 (남자)